# Alexandre Moors
Pour les articles homonymes, voir Moors (homonymie).
Alexandre Moors, né le 1972 à Suresnes (France), est un réalisateur, scénariste et monteur français.

## Biographie
Alexandre Moors a étudié à l'École nationale supérieure des arts décoratifs. Il part s'installer à New York en 1998 et travaillera comme directeur artistique dans le design et la création graphique. Alexandre Moors a également été le directeur de création pour diverses personnalités comme Kanye West, Kendrick Lamar, Beyoncé, Lorde et Adele,.  
Depuis 2019, il est le directeur créatif de Miley Cyrus, l'accompagnant dans ses performances et clips vidéos.

## Filmographie partielle

### Comme réalisateur

#### Films
- 2000 : How People Do
- 2002 : The Lady Lovelace Deception System
- 2006 : Cherry Bloom
- 2012 : Cruel Summer
- 2013 : Blue Caprice
- 2014 : Kendrick Lamar: I (vidéo)
- 2017 : The Yellow Birds

#### Clips
- 2011 : Good Hit de Jennifer Lopez
- 2013 : Bad de Wale feat. Tiara Thomas
- 2013 : Somebody Else de Mario feat. Nicki Minaj
- 2014 : i de Kendrick Lamar
- 2019 : Fast de Juice Wrld
- 2019 : All the Time de Zara Larsson
- 2019 : Dangerous de ScHoolboy Q feat. Kid Cudi
- 2019 : Mother's Daughter de Miley Cyrus
- 2019 : Slide Away de Miley Cyrus
- 2020 : Wrong Direction de Hailee Steinfeld
- 2020 : Dernier métro de Kendji Girac feat. Gims
- 2021 : Pa Mis Muchachas de Christina Aguilera feat. Becky G, Nicki Nicole et Nathy Peluso
- 2021 : Somos Nada de Christina Aguilera
- 2024 : Lead Me On de Fletcher